# 拉科特代姆
拉科特代姆（法語：La Côte-d'Aime，法語發音：[la kot dɛm]，意为“艾姆的山坡”）是法国萨瓦省的一个旧市镇，属于阿尔贝维尔区。2016年，拉科特代姆与临近的3个市镇合并为新市镇拉普拉涅-塔朗泰斯。

## 地理
拉科特代姆（45°34'4"N, 6°40'7"E）面积26.26 平方千米，位于法国奥弗涅-罗讷-阿尔卑斯大区萨瓦省，该省份为法国东部省份，历史上为薩伏依的一部分，北起上萨瓦省，西接伊泽尔省和安省，南部和东部与上阿尔卑斯省和意大利接壤。
与拉科特代姆接壤的市镇（或旧市镇、城区）包括：艾姆拉普拉涅、博福尔、莱沙佩勒、格拉尼耶、拉普拉涅-塔朗泰斯、瓦勒藏、艾姆、马科拉普拉涅。

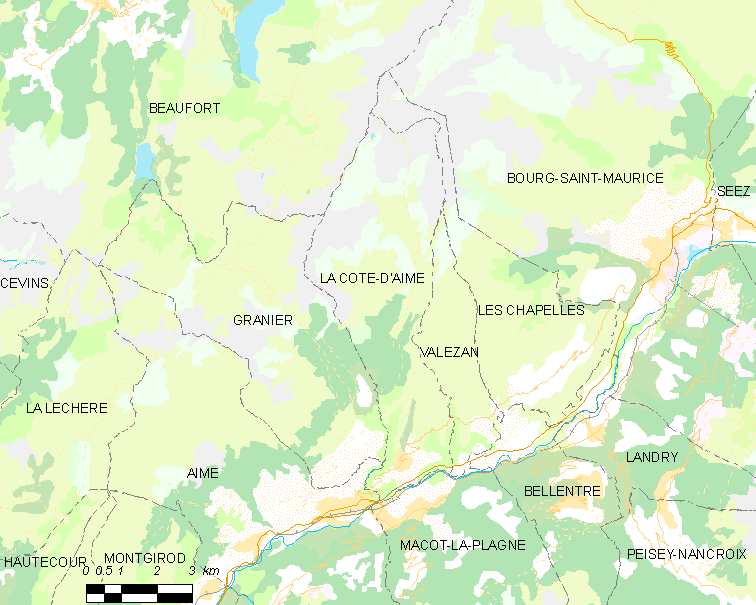
拉科特代姆的OSM定位图

拉科特代姆的时区为UTC+01:00、UTC+02:00（夏令时）。

## 行政
拉科特代姆的邮政编码为73210，INSEE市镇编码为73093。

## 政治
拉科特代姆所属的省级选区为圣莫里斯堡县。

## 人口

1962-2008年间拉科特代姆人口变化图示

拉科特代姆于2018年1月1日时的人口数量为914人。